# Tesla Model Y
Tesla Model Y er en elbil crossover (CUV) produceret af Tesla, Inc. Den blev præsenteret i marts 2019 med levering til det amerikanske marked i marts 2020 og de europæiske og asiatiske markeder i 2021. Det er Teslas anden model til massemarkedet sammen med Model 3, som den deler mange komponenter med. Model Y fås på det amerikanske og siden 2024 også på den europæiske marked med en tredje sæderække som ekstraudstyr, hvilket giver plads til 5 voksne og 2 børn.
Model Y fås som Standard Range, Long Range RWD og AWD og Performance. De sidste to med Dual Motor og firehjulstræk. Standard Range kom i produktion i 2021. Ifølge Elon Musk er Model Y en billigere og mere kompakt udgave af storesøsteren Model X men nært beslægtet med Model 3. Efter prisnedsættelser i januar 2023 koster Model Y fra 375.000 kr. i Danmark og blev den mest solgte bil på et år i Danmark nogensinde med 17.955 styk i 2023, og slog Opel Kadetts rekord på 16.686 styk i 1986. Bilen blev også den mest solgte bil i Sverige i 2023 med 16.412 styk, og i Europa med mere end 254.000 styk.

## Baggrund
I 2013 ansøgte Tesla Motors om varemærket "Model Y". I 2015 nævnte Elon Musk for første gang "en Model 3-beslægtet Model Y med mågevingedøre". I juni 2017 løftedes sløret for omridset af Model Y på den årlige generalforsamling hos Tesla.
I juni 2018 afslørede Musk et nyt omrids af Model Y. Det oplystes, at Model Y ville blive lanceret i marts 2019. I oktober 2018 meddelte Musk, at han har godkendt det endelige design af bilen.
Den 3. marts 2019 tweetede Musk en række specifikationer for bilen og dato for lanceringen. Musk oplyste blandt andet, at Model Y vil få almindelige døre og ikke mågevingedøre som Model X. Den 14. marts 2019 blev Model Y lanceret på et event hos Teslas designstudie i Hawthorne i Californien.

## Specifikationer
| Batteri                  | Standard Range                   | Long Range                       | Long Range                                                              | Long Range                                                              |
| Drivlinje                | Baghjulstræk                     | Baghjulstræk                     | Firehjulstræk                                                           | Performance                                                             |
| ------------------------ | -------------------------------- | -------------------------------- | ----------------------------------------------------------------------- | ----------------------------------------------------------------------- |
| Basispris (USA)          | $ 39.000                         | $ 48.000                         | $ 52.000                                                                | $ 61.000                                                                |
| Rækkevidde               | 370 km (EPA) 455 km (WLTP)       | 483 km (EPA) 600 km (WLTP)       | 451 km (EPA) 533 km (WLTP) for long range 514 km (WLTP) for performance | 451 km (EPA) 533 km (WLTP) for long range 514 km (WLTP) for performance |
| Acceleration             | 0-60 mph (0-97 km/t) 5,9 sek.    | 0-60 mph (0-97 km/t) 5,5 sek.    | 0-60 mph (0-97 km/t) 4,8 sek.                                           | 0-60 mph (0-97 km/t) 3,5 sek.                                           |
| Maks. hastighed          | 217 km/t                         | 217 km/t                         | 217 km/t                                                                | 250 km/t                                                                |
| Forventet levering (USA) | Forår 2021                       | Efterår 2020                     | Efterår 2020                                                            | Efterår 2020                                                            |
| Luftmodstandskoefficient | 0,23                             | 0,23                             | 0,23                                                                    | 0,23                                                                    |
| Bagage                   | 66 cu ft (1.869 L) maks. volumen | 66 cu ft (1.869 L) maks. volumen | 66 cu ft (1.869 L) maks. volumen                                        | 66 cu ft (1.869 L) maks. volumen                                        |